# Quantum Break
Quantum Break es un videojuego de acción desarrollado por Remedy Entertainment y distribuido por Microsoft Studios. Fue lanzado para Xbox One y PC, el 5 de abril de 2016. El videojuego fue mostrado en el Xbox Reveal el 21 de mayo de 2013.

## Argumento
Se ubica en la ficticia Universidad de Riverport, al Noroeste de los Estados Unidos. Un experimento para viajar en el tiempo ha salido mal, dando a los dos personajes principales: Jack Joyce y Paul Serene una habilidad que les permite manipular el tiempo. Paul Serene, por ejemplo, puede ver el futuro para decidir qué hacer en el presente. Jack y Beth son perseguidos por Monarch Solutions una empresa creada por Serene.

## Desarrollo
Durante el desarrollo del videojuego, los desarrolladores de Remedy Entertainment consultaron a un profesor científico que había trabajado en el CERN para que les ayudara a escribir una trama de tal manera que se adhiera a la teoría de la física actual.

## Elenco
- Shawn Ashmore como Jack Joyce.
- Dominic Monaghan como William Joyce.
- Aidan Gillen como Paul Serene.
- Lance Reddick como Martin Hatch.
- Marshall Allman como Charlie Wincott.
- Patrick Heusinger como Liam Burke.
- Mimi Michaels como Fiona Miller.
- Amelia Rose Blaire como Amy Ferraro.
- Brooke Nevin como Emily Burke.
- Courtney Hope como Beth Wilder.
- Jacqueline Pinol como Sofia Amaral.
- Jeannie Bolet como Kate Ogawa.
- Sean Durrie como Nick Marsters.
- Matt Orlando como Brenner.